# 刘振华 (1940年)
刘振华（1940年5月—），男，山东济南莱芜区人，中华人民共和国政治人物。

## 生平
1961年9月至1966年9月，在东北工学院机械系真空技术专业学习。1966年9月至1968年9月，留校待分配。1968年9月至1971年6月，任第一机械工业部材料试验机研究所技术员。1971年6月至1977年12月，任抚顺铝厂一O九车间技术员、副工段长、车间党总支部副书记。1974年9月，加入中国共产党。1977年12月至1982年9月，任抚顺铝厂党委宣传部副部长、部长。1982年9月至1983年6月，任抚顺铝厂党委副书记。
1983年6月至1984年12月，任中共辽宁省抚顺市委副书记、市委宣传部部长。1984年12月至1986年12月，任中共抚顺市委副书记。1986年12月至1993年9月，任中共抚顺市委书记。1993年9月至1995年12月，任中共辽宁省委常委、省委政法委书记。1995年12月至1999年6月，任中共山西省委常委、山西省副省长。1999年6月至2000年1月，任中共山西省委副书记、山西省副省长、代省长。2000年1月，任中共山西省委副书记、山西省省长。2005年2月，任命为第十届全国人大内务司法委员会副主任委员。
此外他还担任中共第十四届、十五届中央候补委员，第十六届中央委员。